# Tępozębne
Tępozębne, bradiodonty (†Bradyodonti) – kopalne ryby chrzęstnoszkieletowe o szerokich, płytkowanych zębach. Uważane za grupę wyjściową zrosłogłowych (Holocephali). Ich szczątki – głównie szczęki i zęby – znane są z pokładów od górnego dewonu do górnego permu. Klasyfikowane są, w zależności od autora, w randze gromady, podgromady lub rzędu albo jako takson siostrzany dla Elasmobranchii, czasami synonimizowane z Holocephali.